# Sergio Osmeña
Sergio Osmeña, thường được biết đến nhiều hơn với tên gọi Sergio Osmeña, Sr. (ngày 9 tháng 9 năm 1878 - ngày 19 tháng 10 năm 1961) là một chính trị gia Philippines, từng là tổng thống thứ tư của Philippines từ năm 1944 đến năm 1946. Ông là Phó tổng thống dưới thời Manuel L. Quezon, và đã kế vị chức tổng thống khi Quezon đột tử vào năm 1944, trở thành vị tổng thống cao tuổi nhất ở tuổi 65. Là một người sáng lập của Đảng Quốc dân, ông cũng là người Visaya đầu tiên trở thành tổng thống Philippines.
Trước khi làm tổng thống vào năm 1944, Osmeña từng là Thống đốc Cebu giai đoạn 1906-1907, Nghị viên và Chủ tịch đầu tiên của Hạ viện Philippines thời gian đoạn 1907-1922, và Thượng nghị sĩ từ Khu vực bầu cử thượng viện số 10 trong 13 năm, trong thời gian đó khả ông đã giữ chức Chủ tịch lâm thời Thượng viện. Năm 1935, ông được đề cử là ứng viên cùng tranh cử cùng với Chủ tịch Thượng viện Manuel L. Quezon trong cuộc bầu cử tổng thống vào năm đó. Hai người này đã cùng tái đắc cử áp đảo trong cuộc bầu cử năm 1941.
Ông là tộc trưởng của dòng họ Osmeña nổi bật, trong đó bao gồm con trai ông, cựu Thượng nghị sĩ Sergio Osmeña, Jr., và cháu trai của ông, thượng nghị sĩ Sergio Osmeña III và John Henry Osmeña), cựu thống đốc Lito Osmeña, và cựu thị trưởng thành phố Cebu Tomas Osmeña.